# Ivan Andrejevič Krylov

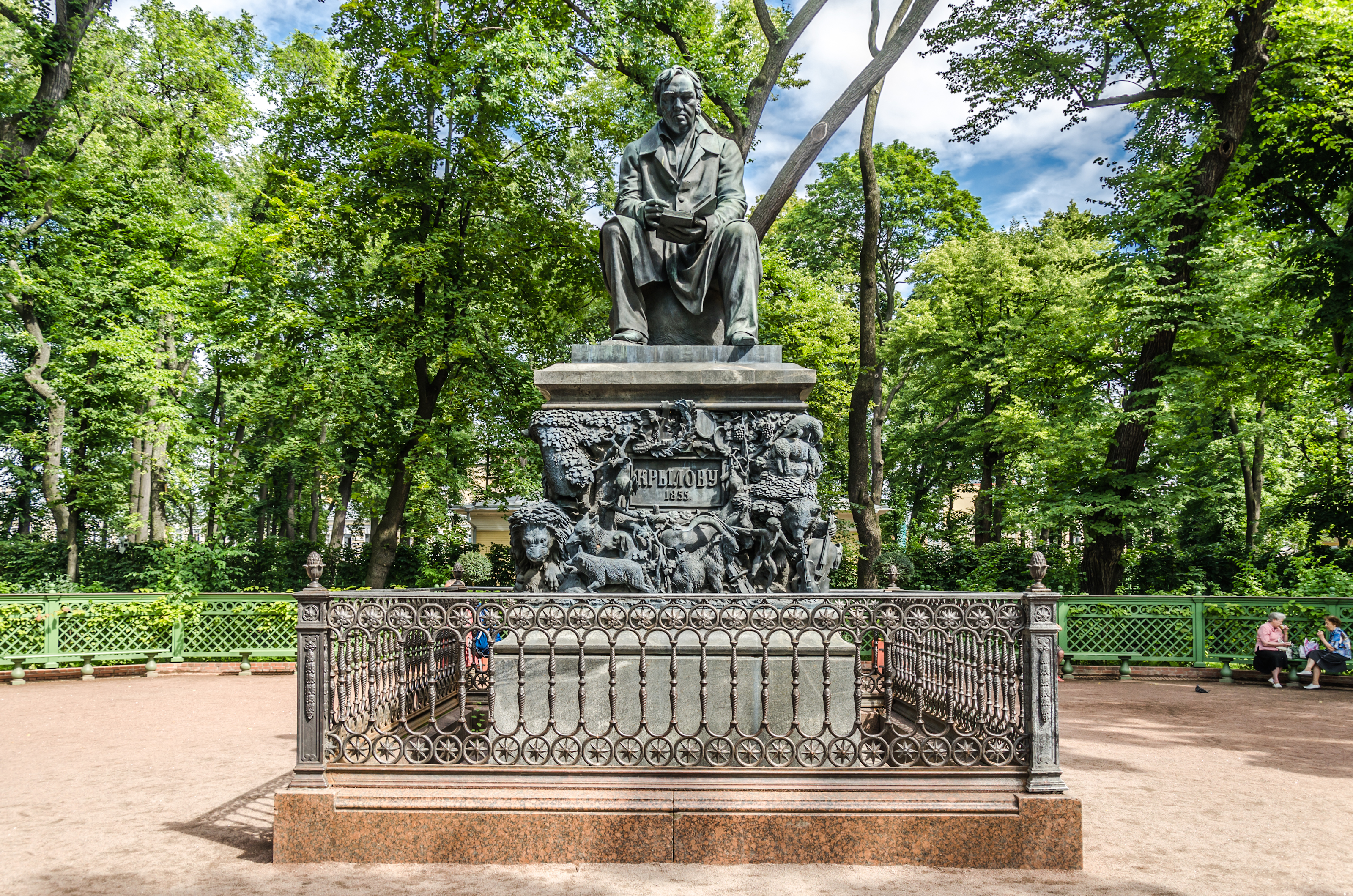
Monument Ivanu A. Krylovovi v Letní zahradě (1854–1855), od Petera Klodta von Urgensburga

Ivan Andrejevič Krylov (rusky Иван Андреевич Крылов; 2. únorajul./ 13. února 1769greg., Moskva – 9. listopadujul./ 21. listopadu 1844greg., Petrohrad) byl nejznámější ruský autor bajek, publicista a satirik. Psal satirické divadelní hry, založil několik časopisů. Světovou proslulost mu přinesly bajky, kterých od roku 1809 vytvořil kolem dvou set. Kritizují nejen zlé lidské vlastnosti, ale mají především sociální podtext – nastavují zrcadlo tehdejší ruské společnosti, cara nevyjímaje.

## Život
Pocházel z chudé důstojnické rodiny, otec po odchodu z armády pracoval jako magistrátní úředník ve městě Tver. Otec zemřel v roce. 1778 a rodina žila v nuzných poměrech. Po pěti letech se matka přestěhovala do Petrohradu a Ivan Krylov živil matku a sourozence z platu kancelářského poslíčka na magistrátě.. Neměl možnost dosáhnout vyššího školního vzdělání, avšak získal široký rozhled jako samouk. Po otci zdědil lásku ke knihám, hodně četl, se sousedovými dětmi se učil francouzsky. Sám se naučil hrát na několik hudebních nástrojů. V patnácti letech napsal svou první komickou operu Kávovar (Кофейница). Kancelářská práce ho neuspokojovala a začal se věnovat literární tvorbě. Jeho první pokusy zahrnují několik komedií a také básně, které byly v roce 1788 otištěny v časopise Časná doba (Утренние часы).
V lednu 1789 začal vydávat satiricko-publicistický časopis Pošta duchů (Почта духов), který však byl po osmi měsících zakázán a Krylov musel opustit Petrohrad. V tomto časopise vycházelo na pokračování jeho stejnojmenné satirické dílo, kritizující soudobou morálku. V roce 1793 založil časopis Divák (Зрител), který se v následujícím roce přeměnil na Petrohradský Merkur (Санкт-Петербургский Меркурий). Časopis si uchoval satirický tón, ale měl širší umělecké zaměření a na Krylovových příspěvcích byl zřejmý růst jeho literárního mistrovství. Jsou to především Kaib, východní pověst (Каиб, восточная повесть) a parodické pamflety Chvalořeč na mého děda (Похвальная речь в память моему дедушке) nebo Projev přednesený shromážděním bláznů (Речь, говоренная повесою в собрании дураков). Měl potíže s cenzurou, odešel z Petrohradu a zanechal literární činnosti. O jeho životě v následující letech není mnoho známo. Od roku 1797 žil na panství knížete S. F. Golicyna poblíž Kyjeva jako jeho sekretář a domácí učitel. Pro jeho domácí divadlo napsal Krylov tragikomedii Trumf (Трумф), v níž se s posměchem a kriticky dívá na cara (Pavel I.) a jeho pochlebující dvořany. Hra vyšla tiskem až v r. 1859 v Lipsku.  V roce 1803 od Golicyna odešel a další dva roky o něm nejsou přesné informace. Jedním ze zdrojů obživy byla pro Krylova hra v karty, pro kterou mu byl načas zakázán pobyt v Moskvě i Petrohradě.
V roce 1806 se Krylov znovu objevil v Moskvě jako autor tří úspěšných divadelních her, v nichž se znovu projevil jeho výrazný satirický talent: Módní obchod (Модная лавка), Ponaučení dcerkám (Урок дочкам) a Bohatýr Ilja, kouzelná opera ( Илья Богатырь, волшебная опера). Bez ohledu na úspěch se Krylov rozhodl zanechat divadelní tvorbu a zaměřil se na psaní bajek. V roce 1806 zveřejnil své první 3 bajky a od té doby se tomuto literárnímu útvaru věnoval až do smrti. Inspirací mu zpočátku byl francouzský bajkář La Fontaine, jehož několik bajek přeložil již v roce 1805 a kterého velmi obdivoval. V roce 1808 Krylov předal ke zveřejnění v uměleckém věstníku 17 bajek, mezi nimi bylo několik zcela originálních. První knižní soubor vlastních 23 bajek, který mu okamžitě přinesl obrovskou popularitu, vyšel v roce 1809. Krylov si získal čestné místo v ruské literatuře a stal se vskutku národním spisovatelem. Jeho dílo zahrnuje více než 200 bajek, z toho v prvních dvanácti letech jich napsal 140, v dalších 25 letech 68. V roce 1810 dostal místo v carské veřejné knihovně, kde pracoval až do odchodu do penze dalších třicet let. O všeobecné úctě a vážnosti, kterou ve své době požíval, svědčí mnohá ocenění a také členství v Ruské akademii nebo přízeň carské rodiny. 50. výročí jeho literární tvorby 2. února 1838 se stalo příležitostí pro velkou oslavu v Petrohradě. Jeho texty byly známé v širokých vrstvách obyvatelstva a každé nové vydání bajek bylo netrpělivě očekáváno.
Ivan Krylov se nikdy neoženil, protože kvůli nedostatku peněz si v mládí nemohl vzít milovanou dívku. Oficiálně neměl děti, ale uvádí se, že měl pravděpodobně dceru Sašu se svou kuchařkou. Tuto domněnku podporuje skutečnost, že Krylov ji i její rodinu finančně podporoval a odkázal jí svůj majetek.
Ivan Andrejevič Krylov zemřel v roce 1844 na zápal plic a je pochován na Tichvinském hřbitově v Alexandro-Něvském klášteře v Petrohradě.

## Dílo
V první polovině své tvorby Krylov patřil k nejpokrokovějším kruhům ruského osvícenství. To se projevovalo v jeho žurnalistické činnosti a divadelních hrách satiricky zaměřených na život ruské šlechty i cara. Vysmíval se dobovému pokrytectví, kritizoval soudobou morálku a sociální nespravedlnost. Jako osvícenec nápravu viděl v návratu k původní přirozené demokracii.
Od počátku 19. století se věnoval výhradně bajkám. Jejich jazyk vycházel vědomě z hovorové řeči, působil velmi živě a přesvědčivě, byl srozumitelný i prostým lidem. Pro své bajky čerpal látku z ruské současnosti a postihoval její konkrétní nedostatky při respektování alegorického charakteru daného žánru. Do svých lidských i zvířecích postav vkládal množství lidské zkušenosti a ponaučení z konkrétních příběhů mají svou trvalou platnost. Hlavní síla Krylovových bajek spočívá v praktickém smyslu pro společenskou realitu, v nedůvěře k velkým slovům a gestům a odporu vůči nepoctivosti a lžím. 

## Ukázky synopsí Krylovových bajek

### Vlk a beránek
Hladový vlk spatřil malého beránka, jak pije u potoka. Vlk potřeboval najít důvod, pro nějž by mohl beránka sežrat. Vymýšlí si, že mu beránek kalí vodu, že byl na něj drzý, ale beránek mu jeho obvinění vyvrací. Vlk se rozzlobí a nehledá již další obvinění: „Už tím jsi vinen, že mám hlad,“ říká beránkovi a odnáší si ho v zubech.
Ponaučení: Kdo je bohatý, mocný a silný, je vždy v právu – slabý a chudý se spravedlnosti nedovolá.

### Orel a slepice
Orel, car ptactva, létal ve velkých výškách a jednou se mu zlíbilo usednout na nízký plot nedaleko stodoly. Chvilku tam poseděl a pak přeletěl na vedlejší plůtek. Pozorovaly ho slepice na blízkém dvorku. „Proč každý orla tak chválí, vždyť přeletět z plotu na plot umím také,“ řekla jedna z nich. Orel s nimi naoko souhlasí, ale pokládá jim otázku, zda mohou létat jako on také do oblak. „Ne, neumíme“ říkají.
Ponaučení: U talentovaných lidí bychom neměli vyhledávat jejich chyby, ale ocenit jejich nadání a jejich činy.

### Rybí tanec
Lev jel obhlédnout své království. Na břehu řeky uviděl rybáře, který si nad ohněm opékal ryby na pánvi. Ryby bolestí poskakovaly. Rybář vykládá lvu, že ryby radostně tančí jemu na počest. Na otázku, jak se žije jeho poddaným, odpovídá rybář, že se mají jako v ráji.
Ponaučení: Car se dal oklamat svými úředníky a netušil, jak se doopravdy žije jeho poddaným.

### Osel
Rolník měl osla a byl s ním spokojen. Aby se osel nezatoulal, pověsil mu na krk zvonec. Osel byl velmi pyšný, domníval se, že má něco jako řád. Dříve se chodil klidně pást do ovsa, do pšenice i do vojtěšky a nikdo ho přitom nenachytal. Teď ho každý slyší, sedláci ho vyhánějí holí a posílají na něj psy. Všude ho čekají jen rány.
Ponaučení: Malý zlodějíček a podvodník se snadno přehlédne. Jakmile má však řád nebo vysoký úřad, je všem na očích a nic mu neprojde.

### Mravenec
V mraveništi žil velký mravenec, silný, uzvedl zrnko ječmene, nebál se ani pavouka. Všichni ho chválili a jemu stoupla sláva do hlavy. Rozhodl se, že předvede svou sílu ve městě. Když jel kolem sedlák s fůrou sena, vlezl mravenec do sena. Myslel, že až dojedou do města, bude se mu každý obdivovat. V seně ho však nikdo neviděl, ať se snažil předvádět sebevíc. Lidé si hleděli svého a nikdo o něj nestál. Postěžoval si psovi, že u nich v mraveništi by se na jeho sílu všichni rádi přišli podívat. Pes mu odpovídá (naučení): „Co doma k slávě stačí, svět ještě neomráčí.“

### Statečný osel
Liška potkala osla. Osel vypráví, že jde od lva. Lev byl dříve zlý, i osel se bál jeho řevu, ale teď leží jako mrtvý a je s ním velmi zle. Všechna zvířata, která se ho dříve bála, se sbíhají, aby se mu pomstila a mlátí ho hlava nehlava. Liška se ptá, zda ho osel nechal na pokoji. Osel odpovídá, že je stejně odvážný jako ostatní, a také ho pořádně kopl, aby poznal, jaká jsou oslí kopyta.
Naučení: Zbabělci si netroufnou na toho, kdo je právě u moci. Jestliže se však jeho osud změní, dovolí si na něj i ti nejzbabělejší a nejhloupější.

### Kůň a jezdec
Jezdec měl výborného, skvěle vycvičeného koně. Důvěřoval mu natolik, že mu při jedné jízdě zcela odepnul uzdu. Kůň se ale poté rozeběhl tak, že jezdce shodil a sám se zabil pádem do strže.
Ponaučení: Svoboda bez odpovědnosti může být zničující.

## Volně přístupné dílo
- Desatero bájek (1868) – Désjatero básen' I.A. Krylóva: s' čéšskim' perevódom', ob'jasnéniem' i s razgovórami [2]
- Druhé desatero bájek J.A. Krylova (1872) – Vtorój desjátok' básen' I.A. Krylóva: s' čéšskim' perevódom', ob'jasnéniem' i s razgovórami [3]
- Neskol'ko basen (1920) [4]
- Vybrané bajky I. A. Krylova (1931) [5]
- Neumirajuščij Krylov (1937) – izbrannyje basni [6]
- Bajky Ivana Andrejevič Krylova (1939) [7]